# Agathopolis
Agathopolis (łac. Diœcesis Agathopolitanus) – stolica historycznej diecezji w Cesarstwie Rzymskim w prowincji Emimonto, współcześnie w Turcji. Od XVIII wieku katolickie biskupstwo tytularne. Od 2008 nie jest obsadzona.

## Biskupi tytularni
| Lp. | Biskup                               | Od               | Do               |
| --- | ------------------------------------ | ---------------- | ---------------- |
| 1   | Thomas Weldner OFM                   | 2 marca 1461     | 29 września 1470 |
| 2   | Gatien de Galiczon                   | 8 lipca 1707     | 27 września 1712 |
| 3   | François Pottier MEP                 | 24 stycznia 1767 | 28 września 1792 |
| 4   | Giacomo Pisani                       | 18 grudnia 1786  | brak danych      |
| 5   | Gregorio Muccioli                    | 19 kwietnia 1822 | 1837             |
| 6   | François-Adélaïde-Adolphe Lannéluc   | 11 lipca 1839    | 12 grudnia 1839  |
| 7   | Gesualdo Vitali                      | 27 września 1852 | 27 marca 1865    |
| 8   | Louis Bel CM                         | 11 lipca 1865    | 1 lipca 1868     |
| 9   | Franz Adolf Namszanowski             | 22 czerwca 1868  | 22 marca 1900    |
| 10  | Balthasar Kaltner                    | 15 kwietnia 1901 | 3 listopada 1910 |
| 11  | Camillo Francesco Carrara OFMCap.    | 7 lutego 1911    | 15 czerwca 1924  |
| 12  | Pedro Pascual Miguel y Martínez OdeM | 18 grudnia 1924  | 5 maja 1926      |
| 13  | Joseph-Romuald Léonard               | 9 listopada 1926 | 7 lutego 1931    |
| 14  | Joseph-Tobie Mariétan CRA            | 8 lutego 1931    | 10 stycznia 1943 |
| 15  | Casimiro Morcillo González           | 25 stycznia 1943 | 13 maja 1950     |
| 16  | Frane Franić                         | 22 września 1950 | 24 grudnia 1960  |
| 17  | Laurent Noël                         | 25 czerwca 1963  | 8 listopada 1975 |
| 18  | Robert Moskal                        | 3 sierpnia 1981  | 5 grudnia 1983   |
| 19  | Michael Kuchmiak CSsR                | 27 września 1988 | 26 sierpnia 2008 |